# Tarte à l'oignon

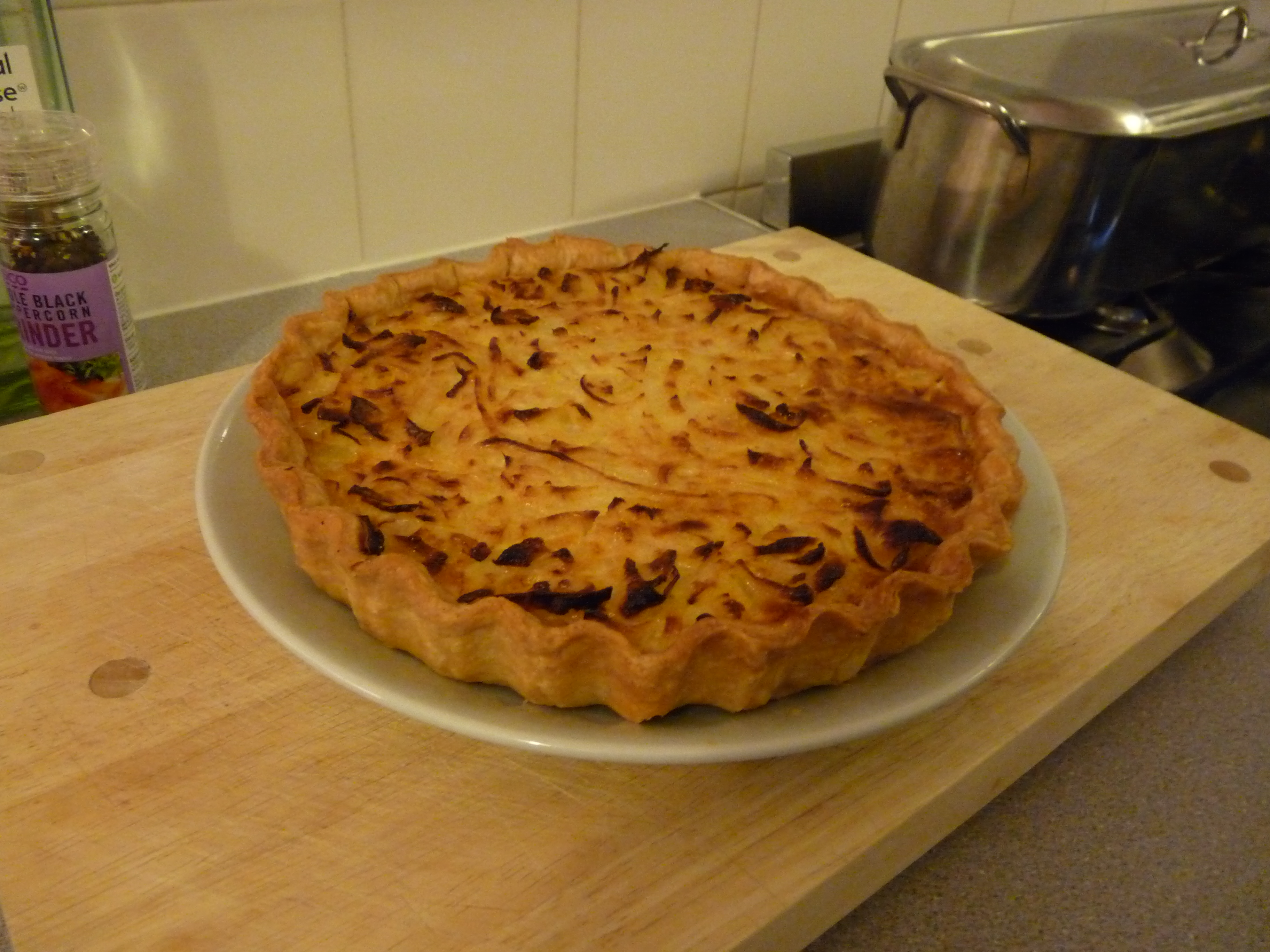

La tarte à l'oignon est une tarte salée garnie de rondelles d'oignons revenus au beurre.
C'est un plat complet servi en entrée chaude ou en plat de résistance. Composé pour l'essentiel d'oignons, il est fortement marqué par les saveurs de ce légume.
Au XXIe siècle, elle est un classique de toutes les formes de restauration. Dans les pays occidentaux et nord-américains, elle est confectionnée aussi bien en famille que par des cuisiniers professionnels. Elle est servie en famille comme au restaurant. Elle est vendue prête à réchauffer dans les boulangeries, les pâtisseries et les sandwicheries et en grande distribution.